# Демографска историја Сремске Митровице
Демографска историја Сремске Митровице

## Подаци из 1545—1548. године
По подацима из 1545—1548. године, имала је Митровица само 70 хришћанских кућа. (Извор: Др Душан Ј. Поповић, Срби у Војводини, књига 1, Нови Сад, 1990, pp. 262)

## Подаци из 1566—1569. године
По подацима из 1566—1569. године, Митровица је имала 592 муслиманске куће и 30 хришћанских. (Извор: Др Душан Ј. Поповић, Срби у Војводини, књига 1, Нови Сад, 1990, pp. 262)

## Подаци из 1572. године
По подацима из 1572. године, Митровица је имала 598 муслиманских кућа и 18 хришћанских. (Извор: Др Душан Ј. Поповић, Срби у Војводини, књига 1, Нови Сад, 1990, pp. 262)

## Подаци из 1756. године
По подацима из 1756. године, Митровица је имала 809 становника, од којих 514 српских и 290 католичких. (Извор: Др Душан Ј. Поповић, Срби у Војводини, књига 2, Нови Сад, 1990, pp. 331)

## Подаци из 1910. године
Према попису из 1910. године, становништво Митровице бројало је 12.909 становника, од којих је:
- 4.878 говорило српски језик
- 3.915 говорило хрватски језик
- 2.341 говорило немачки језик

У општинском подручју Митровице било је 32.012 становника, од којих је:
- 27.022 говорило српски језик
- 2.324 говорило немачки језик
- 1.071 говорило хрватски језик

## Подаци из 1931. године
Према попису из 1931. године, становништво Митровице бројало је 13.839 становника, од којих је:
- 10.429 говорило српски, хрватски или словеначки језик
- 1.753 говорило немачки језик
- 945 говорило мађарски језик
- 632 говорило остале словенске језике

## Подаци из 1948. године
Према попису из 1948. године, становништво Митровице бројало је 13.183 становника, од којих:
- 6.777 Срба
- 3.933 Хрвата
- 864 Русина и Украјинаца
- 835 Мађара

## Подаци из 1961. године
Према попису из 1961. године, становништво Митровице бројало је 20.790 становника, од којих:
- 13.055 Срба
- 4.513 Хрвата
- 874 Мађара

## Подаци из 1971. године
Према попису из 1971. године, становништво Митровице бројало је 31.986 становника, од којих:
- 21.763 Срба
- 4.843 Хрвата
- 1.521 Југословена
- 879 Мађара

## Подаци из 1981. године
Према попису из 1981. године, становништво Митровице бројало је 37.628 становника, од којих:
- 24.390 Срба
- 5.762 Југословена
- 3.979 Хрвата
- 682 Мађара

## Подаци из 1991. године
Према попису из 1991. године, становништво Митровице бројало је 38.834 становника, од којих:
- 26.943 Срба
- 4.836 Југословена
- 3.162 Хрвата
- 732 Русина
- 617 Мађара

## Подаци из 2002. године
Према попису из 2002. године, становништво Митровице бројало је 39.084 становника, од којих:
- 31.127 Срба
- 2.130 Хрвата
- 961 Југословена
- 620 Русина
- 524 Мађара